# モア
モア（Moa）は、ニュージーランドにかつて生息していた鳥類で、古顎類モア目に属する構成種の総称。恐鳥とも言う。最大の種では3メートル近い体高に成長する最大の鳥類であった。足の力を発達させ、前肢は完全に退化し、飛ぶことはできない。現在は全種が絶滅している。
哺乳類が生息していなかったニュージーランド島において、6属9種以上に進化して独自の繁栄を遂げていた。草食性で、当時のニュージーランドには哺乳類がいなかった為、天敵といえるのはハーストイーグル以外には存在していなかったが、マオリ族のニュージーランドへの上陸後、生息地の森林の減少や乱獲により急速に生息数が減少した。

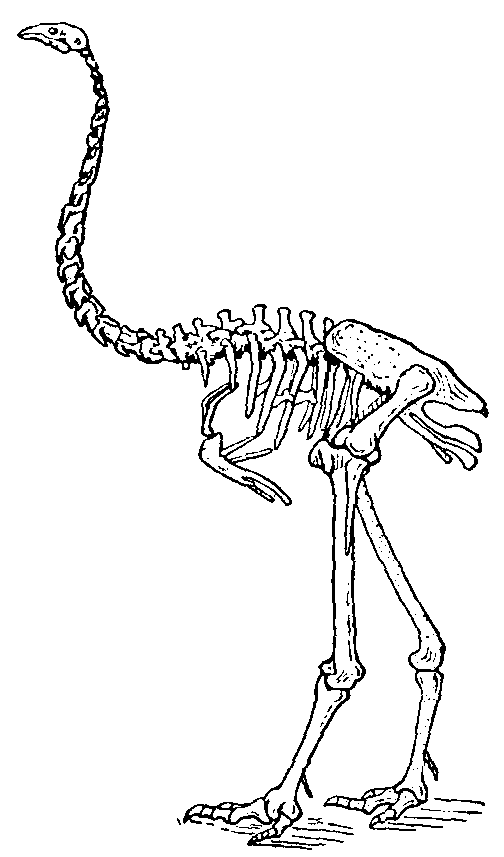
骨格

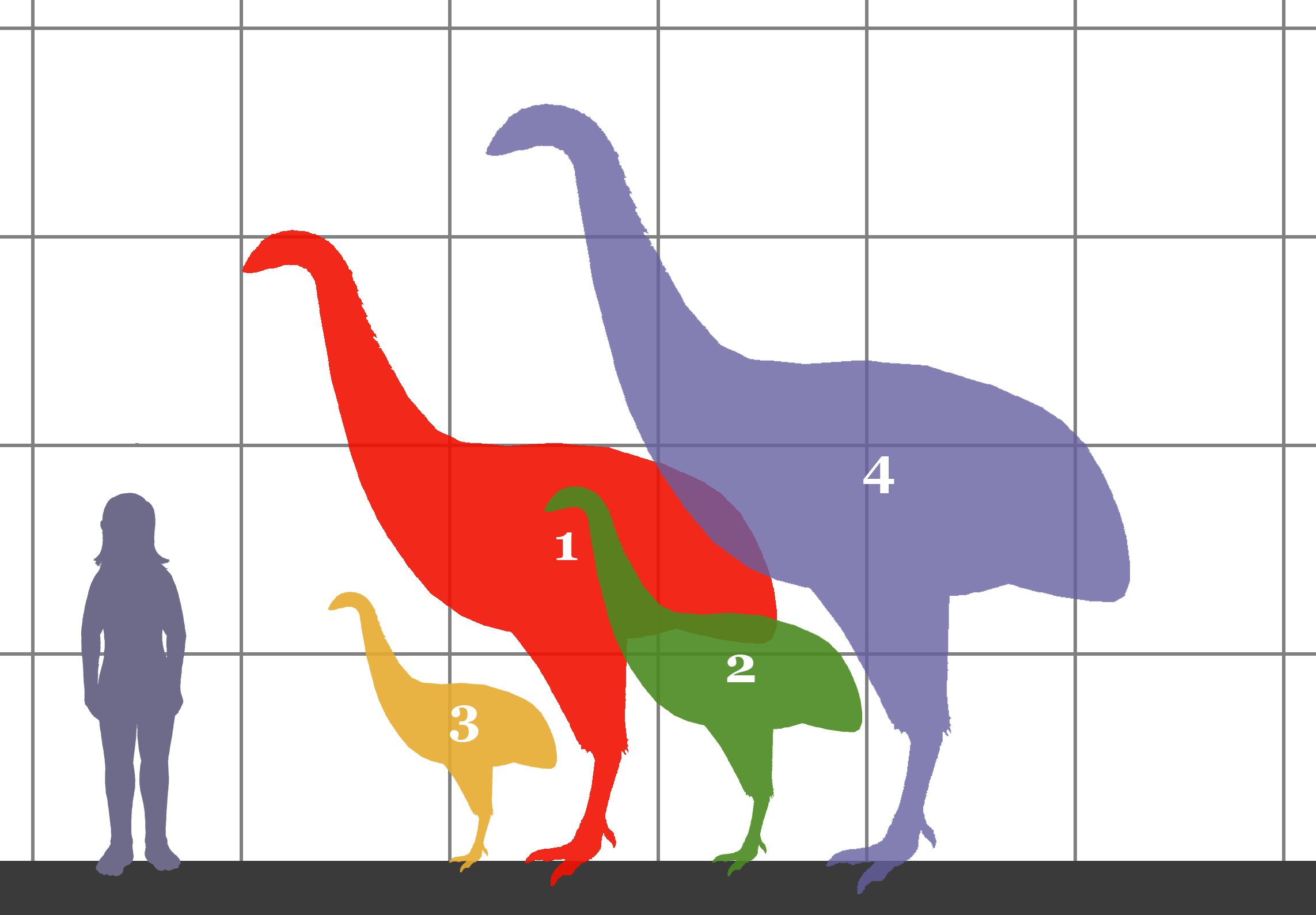
サイズの比較1. （ジャイアントモア）2. 3. 4.

## 上位系統
モアの化石からDNAを調べたところ、モアは現生のシギダチョウに最も近縁であることが判明した。

## 下位分類
Davies (2003)による。

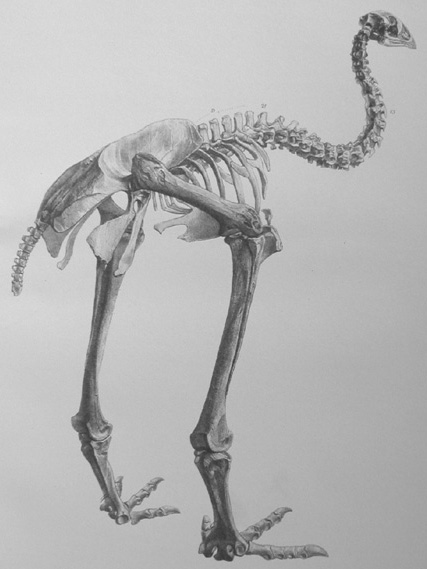
Anomalopteryx didiformisの骨格

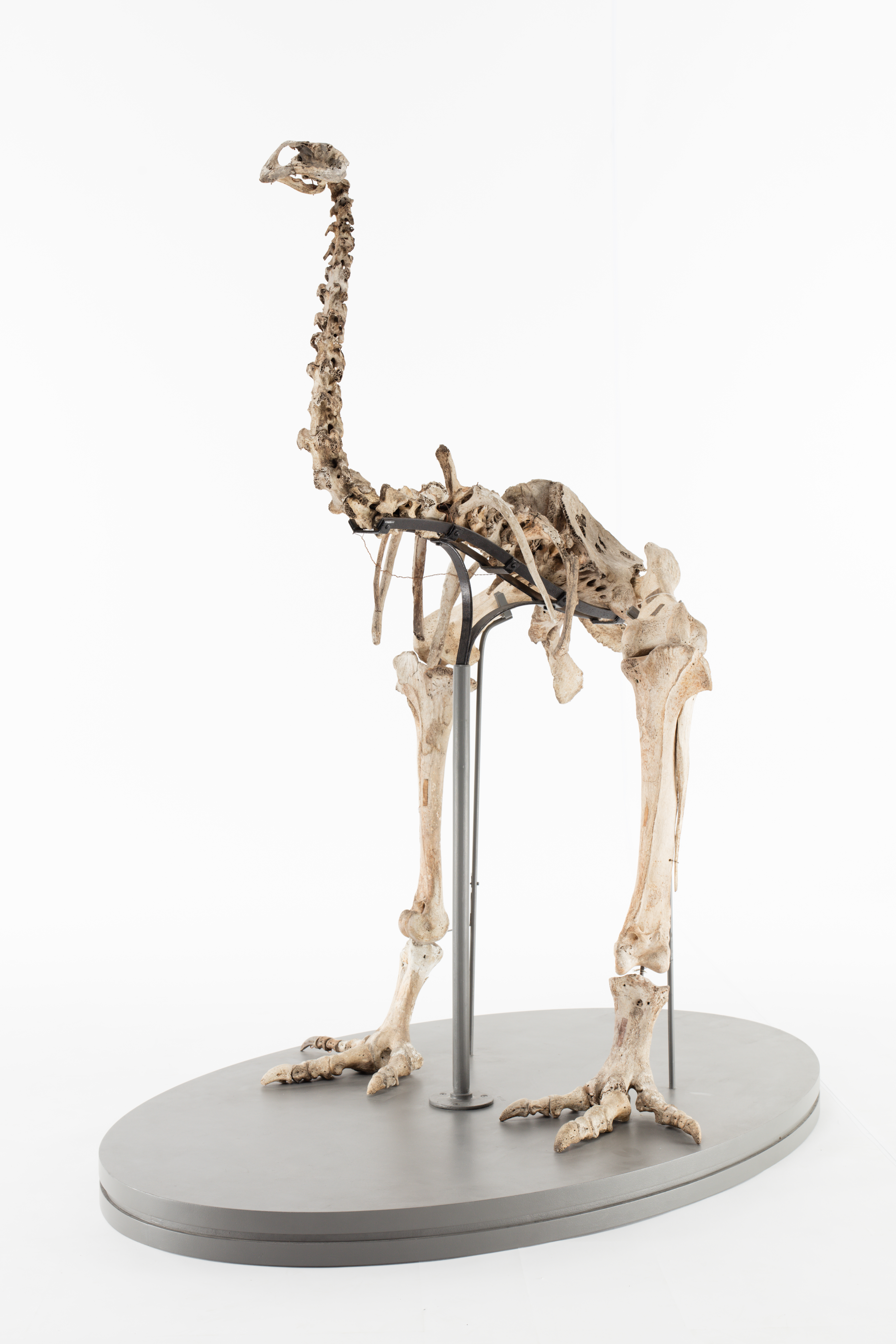
FossilPachyornis elephantopusの骨格

- †モア目 Dinornithiformes (Gadow 1893) Ridgway 1901 [Dinornithes Gadow 1893; Immanes Newton 1884] (moa)
  - モア科 Dinornithidae Owen 1843 [Palapteryginae Bonaparte 1854; Palapterygidae Haast 1874; Dinornithnideae Stejneger 1884] (giant moa)
    - ジャイアントモア属 Dinornis
      - Dinornis novaezealandiae (ニュージーランド北島)
      - Dinornis robustus (ニュージーランド南島)

  - Emeidae科 (Bonaparte 1854) [Emeinae Bonaparte 1854; Anomalopterygidae Oliver 1930; Anomalapteryginae Archey 1941] (lesser moa)
    - Anomalopteryx属
      - Anomalopteryx didiformis (ニュージーランド北島・南島)

    - Emeus属 
      - Emeus crassus (ニュージーランド南島)

    - Euryapteryx属
      - Euryapteryx curtus (ニュージーランド北島・南島)

    - Pachyornis属
      - Pachyornis elephantopus (ニュージーランド南島)
      - Pachyornis geranoides (ニュージーランド北島)
      - Pachyornis australis (ニュージーランド南島)[5]

  - Megalapterygidae科
    - Megalapteryx属
      - Megalapteryx didinus (ニュージーランド南島)

他にSaint Bathans 動物相から2種の未記載種がある。